# 銀林浩
銀林 浩（ぎんばやし こう、1927年8月9日 - 2020年8月18日 ）は、日本の数学者。数学教育運動家。明治大学名誉教授。

## 略歴
東京出身。旧制第一高等学校を経て、東京大学理学部数学科卒業。遠山啓とともに考案した四則計算の指導体系「水道方式」を提唱。1962年、日大数学科事件に伴い日本大学講師を退職。ファン・デル・ヴェルデンの現代代数学の名訳で知られている。同書は2018年に第1巻のみ復刊された。

## 著書
- 『初等整数論入門』（国土社、数学ぶっくす） 1966
- 『集合の数学』（明治図書出版） 1971
- 『ベクトルから固有値問題へ 線型代数学序説』（現代数学社、数学リープル） 1971 
  - 『線型代数学序説 ベクトルから固有値問題へ』（現代数学社） 2002
- 『有限世界の数学』（国土社、数学ぶっくす） 1972 - 1973
- 『子どもはどこでつまずくか 数学教育を考えなおす』（国土社） 1975
  - 『子どもはどこでつまずくか 数学教育を考えなおす』（国土社、現代教育101選） 1994
- 『数の科学 水道方式の基礎』（麦書房、教育文庫） 1975
- 『量の世界 構造主義的分析』（麦書房、教育文庫） 1975
- 『算数嫌い 教師の責任・親の責任』（日新報道） 1976
- 『わたくしの数学教育批判』（国土社、新書） 1976
- 『ベクトルと行列 線形の解析』（講談社、リフレッシュ数学） 1979
- 『かぞえる幾何学 手づくり数学の本』（東京図書） 1980
- 『こうすれば算数数学がわかる 人間行動からみた数学教育』（国土社） 1980
- 『ふしぎな小数』（巽亜古絵、岩波書店、算数と理科の本） 1980
- 『たしざんの本』（岩波書店、ぼくのさんすう・わたしのりか） 1981
- 『人間行動からみた数学』（明治図書出版） 1982
- 『続・人間行動からみた数学』（明治図書出版） 1984
- 『文化としての算数・数学教育』（明治図書出版） 1988
- 『人文的数学のすすめ』（日本評論社） 1989
- 『入門期の算数教育 その問題点の徹底検討』（太郎次郎社、<ひと>文庫） 1991
- 『ここが問題いまの算数教育 小学校中学年編』（国土社） 1992
- 『君のなかにある数学』（アドバンテージサーバー、ブックレット生きる） 1993

### 共編著
- 『水道方式による計算体系』（遠山啓共著、明治図書出版、現代教育全書） 1960
- 『工業数学演習』第1（秋山守雄共編、産業図書） 1962
- 『現代数学への道』（森毅共著、国土社） 1970
- 『集合の教え方 中学校』（編、明治図書出版） 1970
- 『アルゴリズムと発見学習』（駒林邦男共編、明治図書出版） 1971
- 『数学教育現代化の基礎』1 - 3 （遠山啓共編、国土社） 1971
- 『算数わかる教え方 1 - 6年』（遠山啓共編、国土社） 1972
- 『双書 / 算数・数学科の自主編成』全7巻（榊忠男, 砂賀嘉治共編、明治図書出版） 1971 - 1972
- 『数は生きている』（榊忠男共著、岩波科学の本） 1974
- 『線型幾何学入門』（真砂克彦共著、国土社、数学ぶっくす） 1974
- 『わかるさんすうの教え方』1 - 4（遠山啓共編、麦書房） 1976 - 1983
- 『算数わかる教え方学び方』全18巻（遠山啓共編、国土社） 1980 - 1985
- 『立体とてんかい図』（関沢正躬共著、巽亜古絵、岩波書店、算数と理科の本） 1980
- 『分数ものがたり』（新居信正共著、村田道紀絵、岩波書店、算数と理科の本） 1981
- 『小学校の算数 たのしくわかる算数授業の秘訣』（編、有斐閣、授業入門） 1982
- 『数は生きている』（榊忠男共著、岩波科学の本） 1987
- 『創造性をのばす楽しい算数の授業 小学校1・2・3年』（堀部佑子共編、国土社） 1987
- 『創造性をのばす楽しい算数の授業 小学校4・5・6年』（和田常雄共編、国土社） 1987
- 『どう変わるか新算数教科書 改訂教科書とその活用法』（数学教育協議会共編、国土社、『数学教室』別冊） 1991
- 『わかる教え方 算数 1 - 6年』（和田常雄共編、国土社） 1992
- 『算数・数学なぜなぜ事典』（数学教育協議会共編、日本評論社） 1993
- 『実験数学のすすめ 課題に取り組む楽しい授業』（数学教育協議会共編、国土社、『数学教室』別冊） 1993
- 『算数・数学なっとく事典』（数学教育協議会共編、日本評論社） 1994
- 『教育総研理論講座・21世紀を拓く教育 第1巻 新しい学校像の探求』（宮坂広作共編、明石書店） 1996
- 『基礎からわかる数・数式と図形の英語 豊富な用語と用例』（銀林純共著、日興企画） 1999
- 『どうしたら算数ができるようになるか お母さんとお父さんの教育相談 小学校編』（編著、日本評論社） 2001
- 『どうしたら数学ができるようになるか お母さんとお父さんの教育相談 中学校編』（編著、日本評論社） 2001
- 『基礎からわかる数量と単位の英語 豊富な文型と用例』（銀林純共著、日興企画） 2002
- 『家庭の算数・数学百科』（数学教育協議会、野崎昭弘, 小沢健一共編、日本評論社） 2005
- 『図解 子供にも教えたい算数の英語 豊富な用語と用例』（銀林純共著、日興企画） 2006
- 『どうしたら賢い子に育てられるか 知的発達を促す幼児教育』（編著、日本評論社） 2007
- 『算数の本質がわかる授業 1　たし算とひき算』（石井孝子共編著、日本標準） 2008
- 『算数の本質がわかる授業 2　かけ算とわり算』（篠田幹男共編著、日本標準） 2008
- 『算数の本質がわかる授業 3　小数とその計算』（市川良共編著、日本標準） 2008
- 『算数の本質がわかる授業 4　分数とその計算』（鈴木一巳共編著、日本標準） 2008
- 『算数の本質がわかる授業 5　いろいろな量』（岩村繁夫共編著、日本標準） 2008
- 『算数の本質がわかる授業 6　割合と比例』（秋田敏文共編著、日本標準） 2008
- 『子どもを賢くする - よくわかる算数の授業』（増島高敬, 加川博道共編、日本評論社） 2011

## 翻訳
- 『現代代数学』第1 - 3（ファン・デル・ヴェルデン、商工出版社、数学選書） 1959 - 1960
- 『数の発達心理学』（ピアジェ, A・シェミンスカ、遠山啓, 滝沢武久共訳、国土社） 1962
- 『幾何学入門』（H・S・M.コクセター、明治図書出版） 1965、のちちくま学芸文庫
- 『量の発達心理学』（J・ピアジェ, B・インヘルダー、滝沢武久共訳、国土社） 1965
- 『演習現代代数学』第1 - 2（ファン・デル・ヴェルデン、訳編、東京図書、数学演習選書） 1967 - 1971
- 『サイバネティクス入門』（W・R・アシュビー、篠崎武, 山崎英三共訳、宇野書店） 1967
- 『明日への数学 アマチュアのための未解決問題』（オジルビ、明治図書出版） 1971
- 『現代数学小事典』（カウフマン他編、宮本敏雄共訳、明治図書出版） 1971
- 『ゲームの理論と経済行動』（フォン・ノイマン, モルゲンシュテルン、橋本和美 ,宮本敏雄共監訳、東京図書） 1972-73　のちちくま学芸文庫
- 『数学学習の心理学』（R・R・スケンプ、藤永保共訳、新曜社） 1973
- 『現代代数の基礎』（C・シュヴァレー、東京図書） 1975
- 『ガウスの生涯』（ダニングトン、小島穀男, 田中勇共訳、東京図書） 1976
- 『数学をつくった人びと』（E・T・ベル、田中勇共訳、東京図書） 1976、のちハヤカワ文庫
- 『ブルバキ数学原論 代数 3』（編、浅枝陽, 清水達雄訳、東京図書） 1977
- 『ピタゴラスの三角形』（B・シェルピンスキー、東京図書） 1993
- 『方程式の解き方』（ア・オ・ゲリファントほか、東京図書） 1993
- 『数理物理学の方法 2』（R・クーラン, D・ヒルベルト、東京図書） 1995